# ゴツボ×リュウジ
ゴツボ×リュウジ（1976年12月8日 - ）は、日本の漫画家。滋賀県長浜市出身、在住。あだ名はゴッチン。
漫画以外にも小説挿絵やTシャツデザイン、CDアートワーク作成なども手がける。
弟は漫画家のゴツボ☆マサル。妻も同じく漫画家のゴツボナオ。漫画製作を手伝う兄もいる。

## 来歴
地元の短期大学を卒業後、2000年にデビュー。『イッツ ア ビューティフル デイ』で第9回エース新人漫画賞奨励賞を受賞し、『新人漫画賞への道』で初連載。漫画家になったのは、それ以外の仕事は無理だと考えたため。男性であるが、『新人漫画賞への道』などで「現役女子大生作家」「花の現役女子高生漫画家」との嘘煽り文句が載っていた。
2011年3月にはゴツボのデビュー11周年を記念し、プレゼントフェアが開催。
サッカーが好きで、Twitter上のプロフィールで「ガンバとインテルをおうえんしています」と書いている。高校サッカーを題材に漫画を描いたこともあるが、サッカー部には小学校時代にしか入ったことがない（中学・高校にサッカー部がなかったため）。フィギュア（主にロボットアニメや特撮のキャラクター）や食玩も好きで、よくブログで取り上げている。
2015年9月より『少年マガジンエッジ』10月号にて『ARAMITAMA』を連載開始。ゴツボの漫画が講談社の漫画誌に掲載されることは初。

## 作風
「グダグダな少年少女の青春模様」と「なんでもあり」がデビュー当初からの特徴で、ハイテンションで行き当たりばったりなストーリー展開が多い。作品紹介文や単行本の帯などにも「脱力系」「グダグダ」といった文句がよく付く。一方で世間のどうにもならない理不尽さを読者に訴えかける場面もあり、とりわけ初期作品に多く見られる。
多くの作品が地元滋賀県・関西のローカル色を含んでおり、登場人物名が滋賀県内の地名に由来していたり、サラダパンが登場したり、関西弁（湖北弁寄り）でセリフが展開されたりする。また登場人物のセリフやコマの背景などには、ダジャレやお笑いネタ、アニメや漫画のパロディー、「よっこいしょーいち」「ゴイス」のような死語、「ドギャーン」「あちし」「むぅ」「〜するがよいよ」のような独特の音喩や言い回しを仕込む。単行本の巻末やカバー下のおまけ漫画が充実しているのも特徴である。

## 作品リスト

### 連載
- ササメケ（『少年エース』2002年1月号 - 2004年1月号、全5巻）
- パン★テラ（『月刊IKKI』2003年 - 2005年、全3巻）
- ササナキ（『少年エース』2004年4月号 - 2006年5月号、全4巻）
- 荒魂トライブ（『ビーンズエース』2005年 - 2007年、全1巻）
- もののけもの（『少年エース』2006年9月号 - 2008年9月号、全4巻）
- ぎぶそん（漫画版）（原作：伊藤たかみ、『COMIC PIANISSIMO』2006年 - 2007年、全1巻）
- アニコイ（『少年エース』2009年2月号[10] - 2012年5月号、全8巻）
- あしがる（『少年エース』2013年6月号[11] - 2014年8月号[12]、全3巻）
- ARAMITAMA（『少年マガジンエッジ』2015年10月号[7] - 2017年5月号[13]、全4巻）
- 異世界落語（原作：朱雀新吾、『ヤングエースUP』2018年3月20日[14] - 2020年10月13日、全4巻）
- 花色ローカルワールド（『少年エースplus』2024年4月17日 - 連載中、既刊1巻）
  1. 2024年10月25日発売[15][16]、ISBN 978-4-04-115665-0

### 読み切り
- ササメキ（初期短編作品集、2004年発刊）
- そらるとつづら（『少年エース』2015年2月号[17]）

### アンソロジー
- 新世紀エヴァンゲリオンエヴァ&エヴァ2アンソロジー（2004年、角川コミックス・エース）
- 涼宮ハルヒの絢爛（2009年12月26日発売[18]、角川コミックス・エース） - 『涼宮ハルヒの憂鬱』公式アンソロジー第3弾[18]
- サマーウォーズ 公式コミックアンソロジー（2010年7月3日発売[19]、角川コミックス・エース） - 同作のファンとして参加[19]
- ふしぎの海のナディア コミックアンソロジー（2012年11月26日発売[20]、角川コミックス・エース） - 同作のファンとして参加[20]
- ギャルと付き合っちゃったアンソロジー（2017年6月26日発売[21]、角川コミックス・エース） - 漫画[21]
- 長浜ものがたり大賞コレクション（2017年8月5日発売[22]、サンライズ出版） - イラスト「石田みつなり子（仮）ちゃん まちかどにて」を収録[22]
- けものフレンズ コミックアラカルト ジャパリパーク編 その2（2017年8月26日発売[23]、角川コミックス・エース） - 漫画[23]

### 挿絵など
- 小説中学生日記（アンソロジー、著：萩生田宏治、唯野未歩子、双生健太、鈴木卓爾、橋本美香）
- ぎぶそん（著：伊藤たかみ）
- 僕と先輩のマジカル・ライフ（著：はやみねかおる）
- トワイライト（著：ステファニー・メイヤー、訳：小原亜美）
- サウンドシアターシリーズ『レインボーマン』『月光仮面』『七色仮面』（原作：川内康範）
- 探偵小説シリーズ（著：古野まほろ）
- ゴールライン（著：秋木真）
- Heart Beat（アンソロジー、著：芦原すなお、伊藤たかみ、小路幸也、楡井亜木子、花村萬月、藤谷治）
- 一生使える国語力-四つの力で文章が読める（著：石原大作）
- ジンクス 恋の呪い（著：キャボット・メグ、訳：代田亜香子）
- きのうの世界を壊します 解体屋顛末記（著：三枝玄樹）
- すべる時間（本人本）（著：幽谷マサシ）
- サッカーボーイズ（著：はらだみずき）角川つばさ文庫版
- 少年探偵と4つの謎（アンソロジー、著：角川つばさ文庫、赤川次郎、杉山亮、はやみねかおる、松原秀行）

### その他
- 「2008まんがベストテン！」特集（『ぱふ』2009年4月号[24]） - アンケート回答[24]
- 『惑星のさみだれ』完結記念特別小冊子（『ヤングキングアワーズ』2010年9月号・10月号応募者全員サービス） - 寄稿[25]
- FINAL FANTASY展（2012年9月1日、9月2日開催） - イラスト寄稿[26]
- 『ガンダム Gのレコンギスタ』第1巻（原作：富野由悠季、漫画：太田多門、2014年12月26日発売[27]） - 寄稿[27]

## 関連人物
左藤圭右
アシスタント。左藤の単行本デビュー作の『動物探偵まどかの推理日誌』の第2巻の帯にはゴツボがイラストとコメントを寄せた。